# Tome des Pyrénées centrales
Els tomes des Pyrénées centrales són una família de formatges que es troben al país de Foix (Arieja) i la Bigorra (Alts Pirineus), a França. Sovint estan elaborats amb una barreja de llets de vaca i ovella, però la primera ha esdevingut la més corrent.
N'existeixen nombroses denominacions: bethmale i barousse, que són marques registrades, i també les tomes d'Esbareich, de Couserans, etc.
Aquests formatges són compactes i bastant grans, amb escorça aspra que protegeix una pasta densa, greixosa i afruitada. Porten el nom dels seus pobles, encara que la gent del lloc els denominen simplement fromage de montagne, és a dir, formatge de muntanya. Gairebé sempre són formatges de granja, amb llet crua i ulls petits en la pasta. La maduració desenvolupa tot el caràcter del formatge de muntanya. El formatge adquireix una consistència carnosa i perd tota la suavitat i dolçor característiques de la llet. Combina perfectament amb un vi negre afruitat.